# 慈胜寺 (孝义)
孝义慈胜寺，位于山西省吕梁市孝义市白壁关镇苏家庄村，是中华人民共和国全国重点文物保护单位之一。
2004年6月10日，公布为山西省文物保护单位，2013年5月被国务院公布为全国重点文物保护单位，是一座古建筑。